# Britta Holthaus
Britta Holthaus (* 25. Januar 1979 in Essen; nach Heirat Britta Affeldt) ist eine ehemalige deutsche Ruderin.
Die Ruderin von der Kettwiger Ruder-Gesellschaft von 1906 begann als Skullruderin. Bei den Junioren-Weltmeisterschaften 1995 gewann sie den Titel im Doppelvierer, 1996 folgte der zweite Platz im Einer und 1994 war sie Vierte im Einer. Bei den U23-Weltmeisterschaften 1998 gewann sie im Doppelvierer, 1999 siegte sie im Einer. 1999 gewann sie auch ihren einzigen Meistertitel im Doppelvierer. 2000 siegte sie bei den U23-Weltmeisterschaften im Doppelvierer, konnte sich aber nicht für die Olympiamannschaft qualifizieren.
2001 wechselte die 1,84 m große Britta Holthaus zum Riemenrudern. Auf nationaler Ebene siegte sie 2001 und 2002 im Vierer und im Achter. International trat sie von 2001 bis 2004 im deutschen Frauenachter an. Bei den Weltmeisterschaften 2001 belegte Holthaus mit dem Achter den dritten Platz. 2002 siegte der deutsche Frauenachter bei allen drei Regatten im Ruder-Weltcup, bei den Weltmeisterschaften erhielt das Boot wie im Vorjahr die Bronzemedaille. 2003 belegte der deutsche Frauenachter im Ruder-Weltcup zweimal den zweiten Platz, gewann aber die Goldmedaille bei den Weltmeisterschaften in Mailand. In der Saison 2004 belegte der Achter in den Weltcupregatten die Plätze eins, drei und sechs. Nach dem fünften Platz bei den Olympischen Spielen in Athen beendete Britta Holthaus ihre Karriere.